# Rhododendron formosum
Rhododendron formosum är en ljungväxtart som beskrevs av Nathaniel Wallich.
Rhododendron formosum ingår i släktet rododendron och familjen ljungväxter. Utöver nominatformen finns också underarten Rhododendron formosum inaequale.

## Bildgalleri

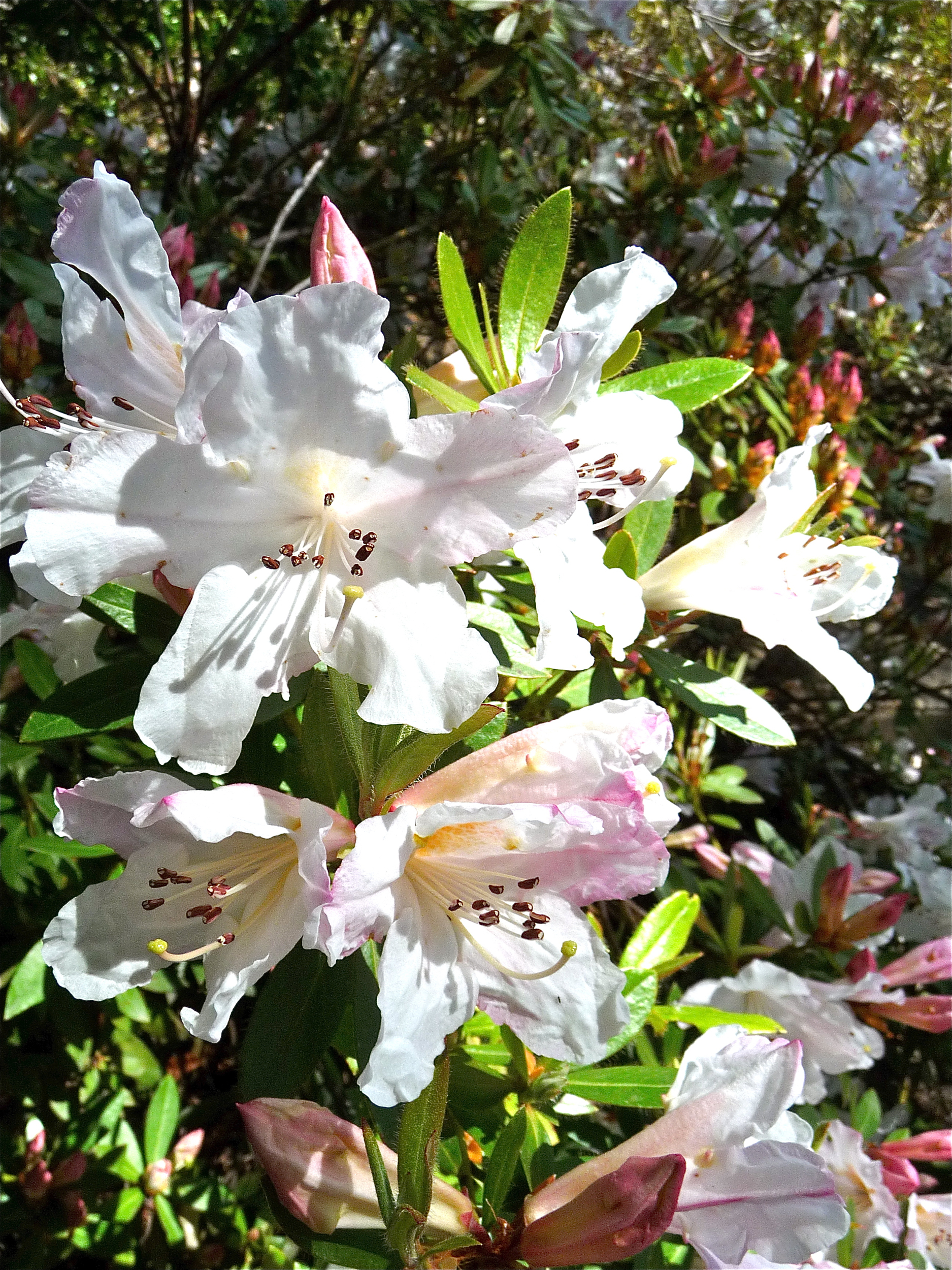
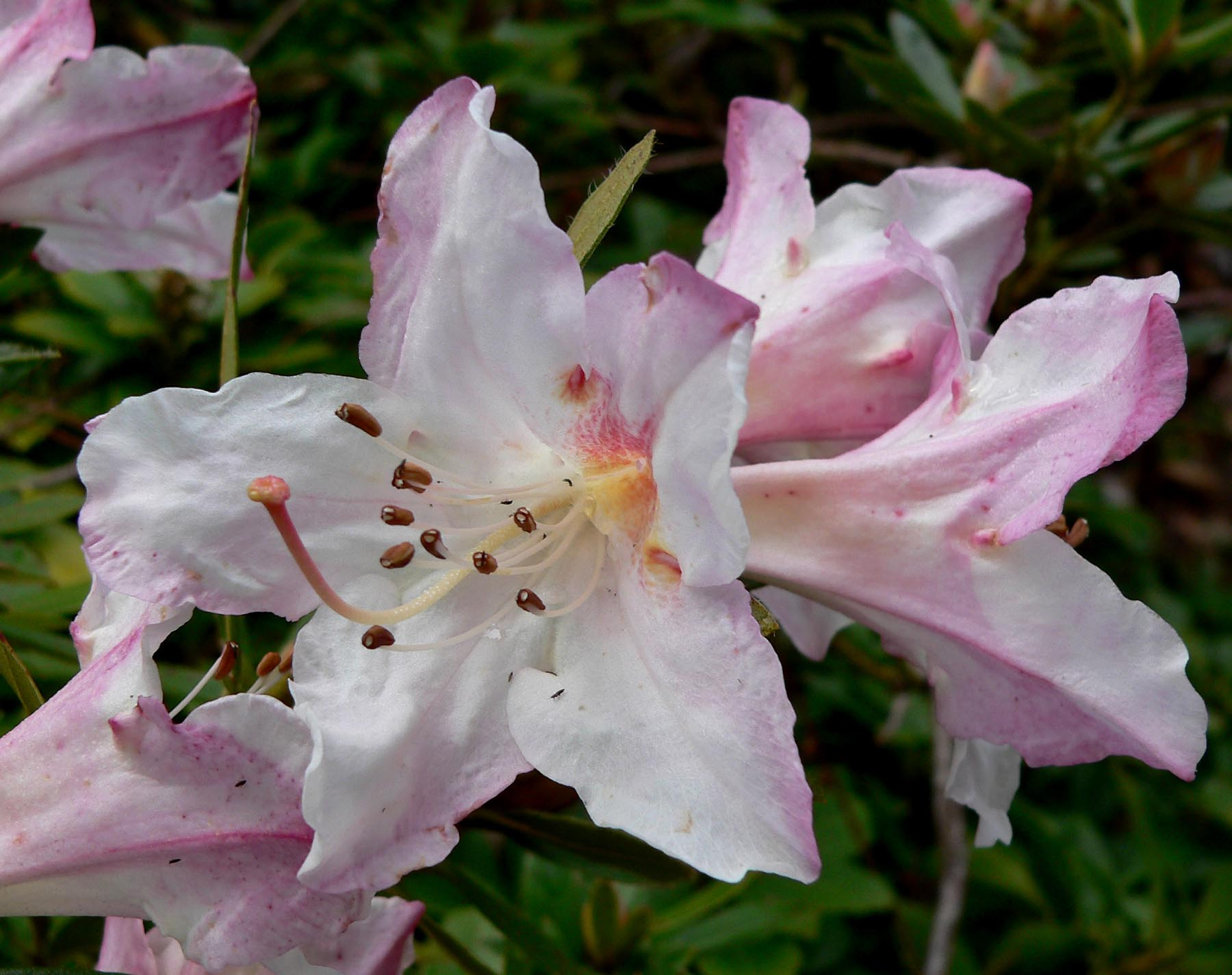
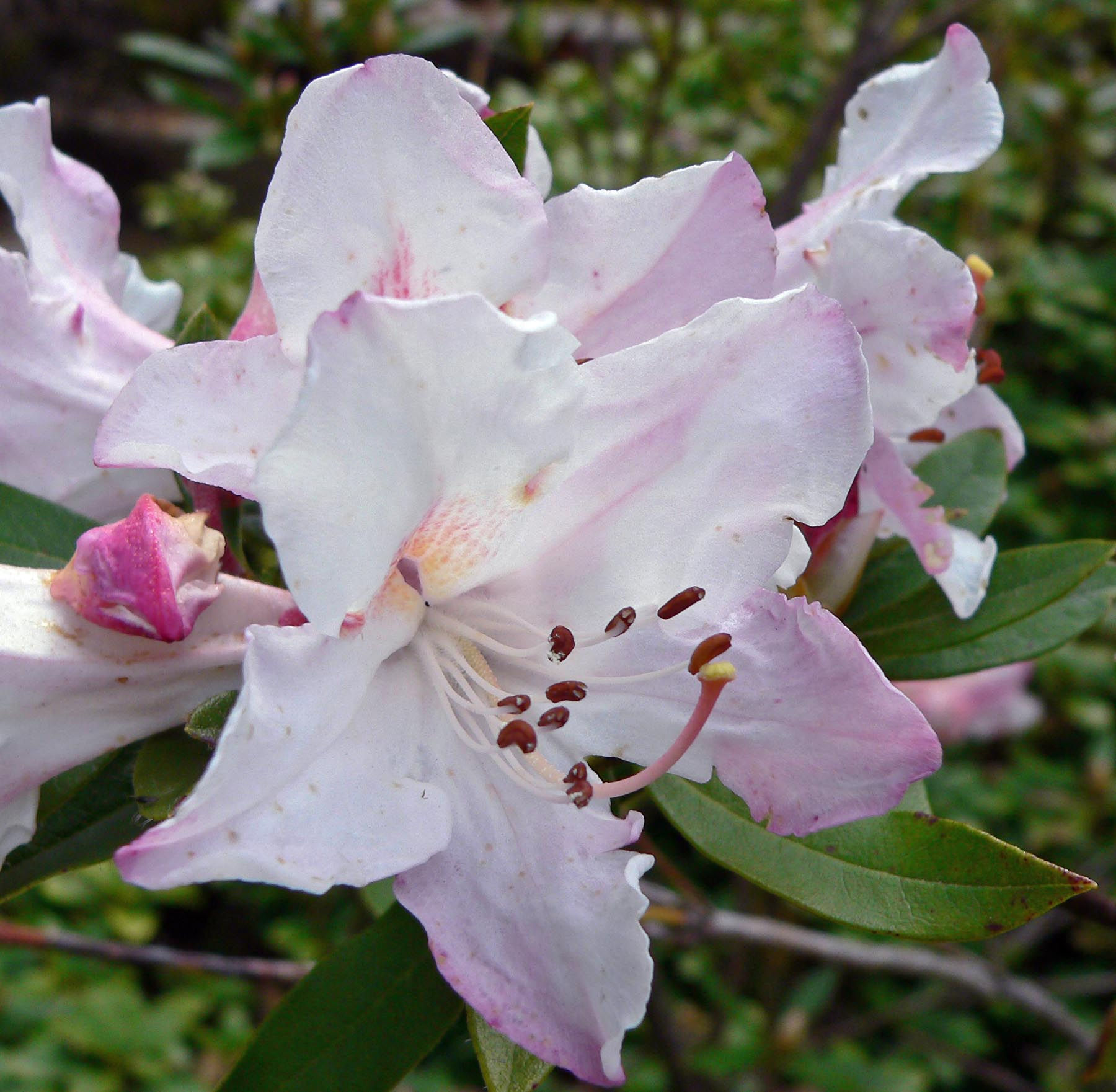
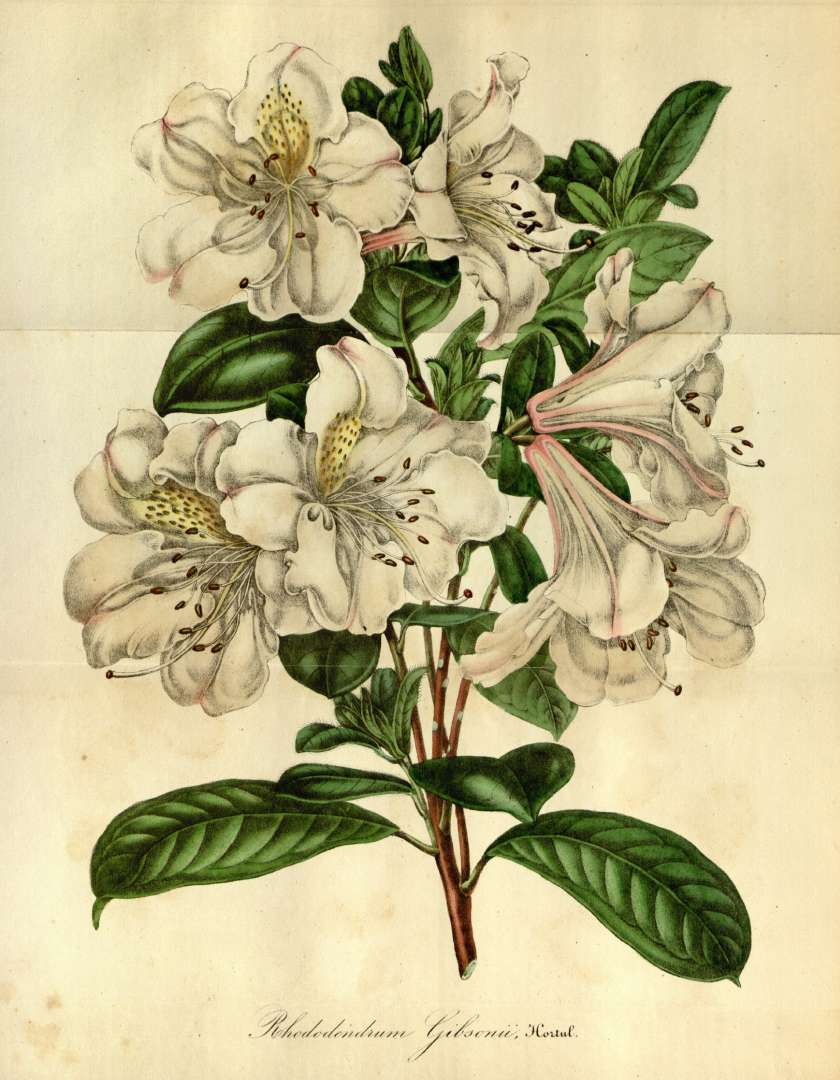
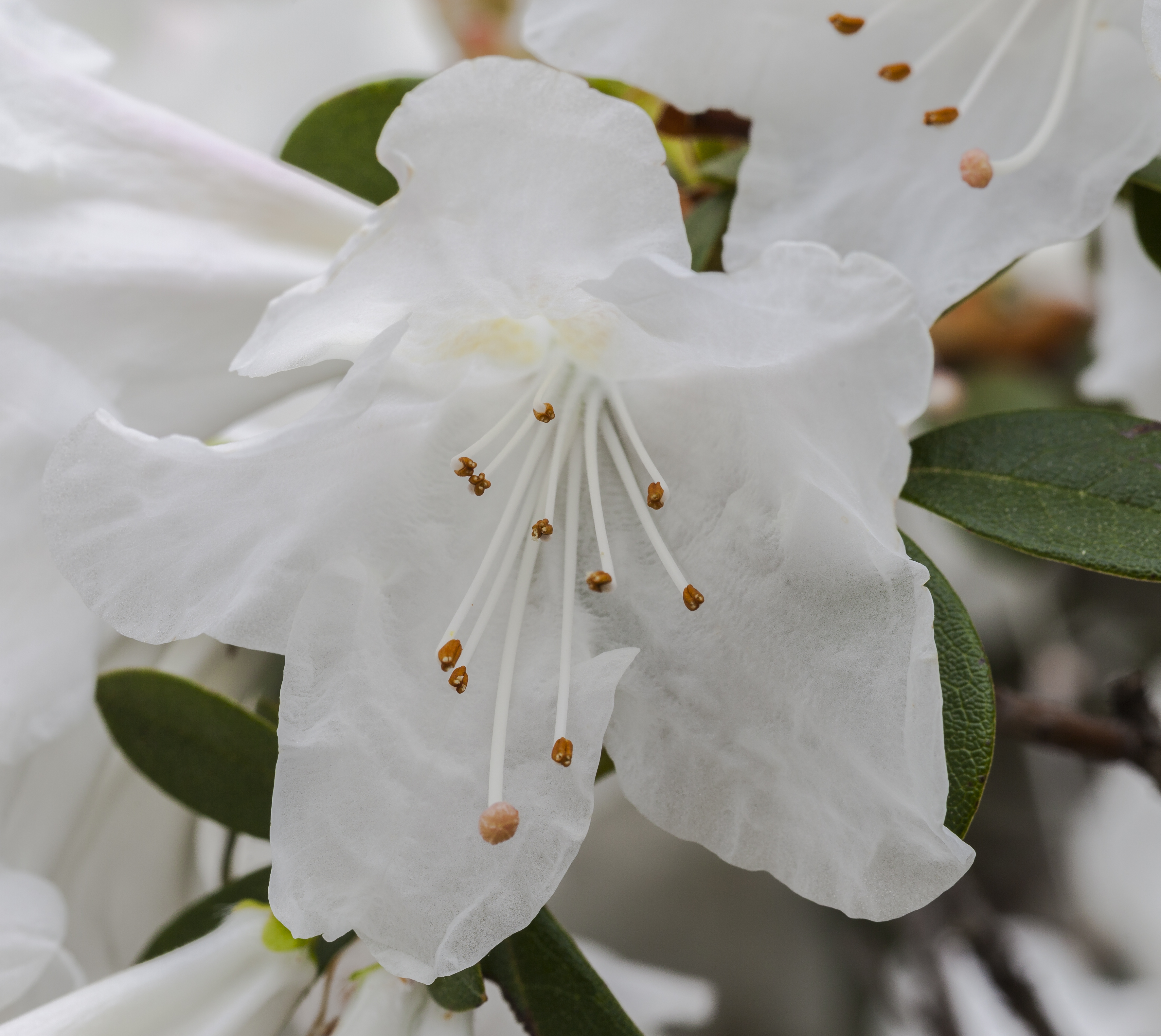
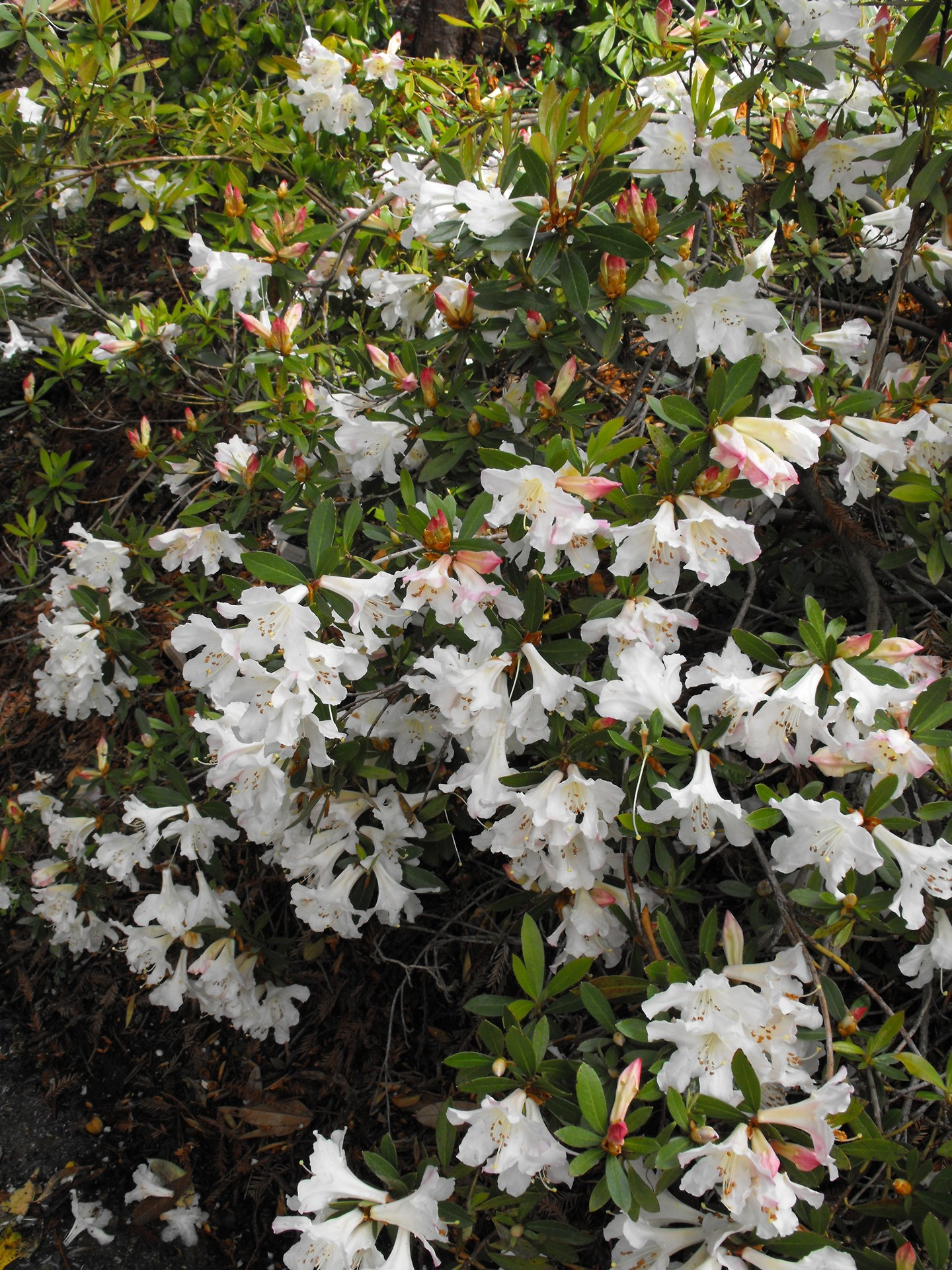